# Phanerozela
Phanerozela is een geslacht van vlinders van de familie zilvervlekmotten (Heliozelidae).

## Soorten
- P. polydora Meyrick, 1921